# الضوء في اللوحة

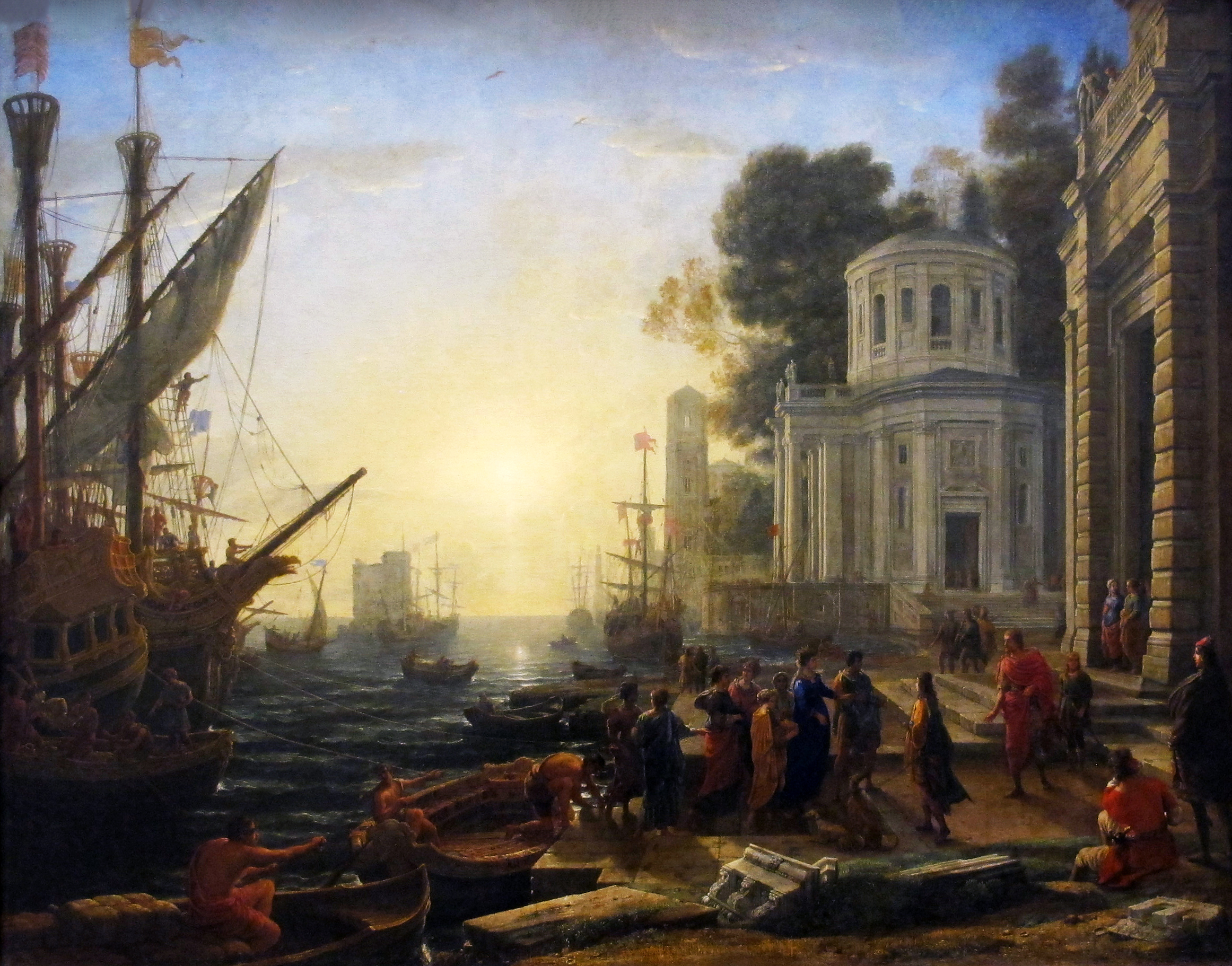
ميناء مع إنزال كليوباترا في طرسوس (1642)، بواسطة كلود لورين، متحف اللوفر، باريس

يحقق الضوء في اللوحة العديد من الأهداف، منها تجميلية وجمالية: ومن ناحية أخرى هو عامل رئيسي في التمثيل الفني للعمل، حيث أن وجوده يحدد رؤية الصورة المسقطة، حيث يؤثر بالفعل على قيم معينة مثل: اللون والملمس والحجم؛ من ناحية أخرى للضوء قيمة جمالية كبيرة، حيث أن الجمع بينه وبين الظل وبعض تأثيرات الإضاءة واللون يمكن أن يحددوا تركيبة العمل والصورة التي يريد الفنان إظهارها. وبالإضافة إلى أنه يمكن أن يكون للضوء عنصر رمزي، وبخاصة في الدين، حيث غالبًا ما يرتبط هذا العنصر بالألوهية.
ينتج عن تأثير الضوء في العين البشرية انطباعات بصرية، لذا فإن وجوده لا غنى عنه لاجتذاب الفن. في الوقت نفسه، يوجد الضوء في أسلوب متأصل في اللوحة، لأنه ضروري لتكوين الصورة: اللعب بالأضوء والظل هم أساس الرسم، وفي تفاعلهم مع اللون، فهي تشكل الجانب الرئيسي للوحة، مع تأثير مباشر على عوامل مثل النماذج والتضاريس.
لقد تطور التمثيل الفني للضوء عبر تاريخ الرسم ولتنفيذه أنشئت تقنيات مختلفة على مر الزمن، مثل التظليل أو تقليل الإضاءة أو التلاشي أو القتامة. من ناحية أخرى، كان الضوء عاملاً محددًا بشكل خاص في فترات وأساليب مختلفة، مثل عصر النهضة أو الباروكي أو الانطباعيين أو الحوشية. ويُطلق على أكبر قدر من الاهتمام بالتعبير عن الضوء في الرسم اسم «اللمعان»، وهو مصطلح يُطبق بشكل عام على أنماط مختلفة مثل ظلام الباروكية والانطباعية، بالإضافة إلى الحركات المختلفة في نهاية القرن التاسع عشر وبداية القرن العشرين مثل: اللمعان الأمريكي والبلجيكي وتلبالنسيانو.